# Subhadra Kumari Chauhan
Subhadra Kumari Chauhan, née le 16 août 1904 à Nihalpur près de Allahabad (Prayagraj) en Inde,, morte le 15 février 1948 à Seoni en Inde, est une militante, femme politique et poétesse indienne.
Comme militante, elle rejoint le mouvement de non-coopération du Mahatma Gandhi, elle est plusieurs fois arrêtée. Femme politique, elle devient députée dans l'État des Provinces centrales et Berar, peu avant sa mort accidentelle.
Elle est surtout connue pour ses poèmes, largement enseignés dans les écoles indiennes. Sa poésie engagée évoque ouvertement le mouvement pour la liberté, et encourage chacun « à s'élever contre l'injustice sociale ».
Son poème le plus populaire est Jhansi Ki Rani (« La courageuse reine de Jhansi »),, célébrant la vie de Rani Lakshmi Bai, héroïne de la révolte des Cipayes.

## Biographie

### Jeunesse, formation, vie familiale
Subhadra Chauhan naît le 16 août 1904 dans le village de Nihalpur, dans le district de Prayagraj, dans l'Uttar Pradesh. Elle commence par étudier à l'école de filles Crosthwaite à Prayagraj où elle est l'amie et l'aînée de la future poétesse Mahadevi Verma. Elle réussit l'examen du collège en 1919. Elle épouse Thakur Lakshman Singh Chauhan de Khandwa en 1919 alors qu'elle n'a que seize ans. Ils auront cinq enfants. Peu après son mariage avec Thakur Lakshman Singh Chauhan de Khandwa, elle déménage la même année à Jubbulpore (aujourd'hui Jabalpur), dans les Provinces centrales.

### Mouvement de Gandhi
Subhadra Kumari Chauhan et son mari rejoignent en 1921 le mouvement de non-coopération du Mahatma Gandhi. Elle est la première femme Satyagrahi à être arrêtée par un tribunal de Nagpur ; elle est emprisonnée à deux reprises pour son implication dans les manifestations en 1923 et 1942 contre la domination britannique.

### Écrits littéraires
Subhadra Chauhan est l'auteur d'un certain nombre d'œuvres populaires de poésie en hindi. Sa composition la plus célèbre est Jhansi Ki Rani, un poème chargé d'émotion décrivant la vie de Rani Lakshmi Bai, l'héroïne de la révolte des Cipayes. Ce poème est l’un des poèmes les plus récités et chantés de la littérature hindi. Elle est une description chargée d'émotion de la vie de la reine de Jhansi (Inde britannique) et de sa participation à la révolution de 1857, elle est souvent enseignée dans les écoles en Inde,.
Le couplet répété à la fin de chaque strophe est le suivant :
« बुंदेले हरबोलों के मुँह हमने सुनी कहानी थी,
 
खूब लड़ी मर्दानी वह तो झाँसी वाली रानी थी॥ »
— Subhadra Kumari Chauhan, Jhansi Ki Rani

« Nous avons entendu l'histoire des bardes de Bundel,
Elle s'est battue courageusement, elle était la reine de Jhansi. »
— Jhansi Ki Rani
Ce poème parle ouvertement du mouvement pour la liberté, ainsi que ses autres poèmes Jallianwala Bagh mein Vasant, Veeron Ka Kaisa Ho Basant, Rakhi Ki Chunauti et Vida.
Subhadra Kumari Chauhan a pour langue d'expression le dialecte hindi Khariboli, dans un style simple et clair. Outre des poèmes héroïques, elle écrit également des poèmes pour les enfants. Elle écrit aussi quelques nouvelles basées sur la vie de la classe moyenne.

### Députée
Elle devient membre de l'assemblée législative de l'État des Provinces centrales et Berar, anciennement Provinces centrales.

### Décès
Elle meurt en 1948 dans un accident de voiture près de Seoni, dans le Madhya Pradesh, alors qu'elle revenait à Jabalpur depuis Nagpur, alors capitale des Provinces centrales et Berar, où elle s'était rendue pour assister à la session de l'Assemblée.

## Hommages
Un navire rapide lancé en 2006 porte le nom de la poétesse, c'est l'ICGS Subhadra Kumari Chauhan, de la Garde côtière indienne. Le gouvernement du Madhya Pradesh a placé une statue de Subhadra Kumari Chauhan devant le bureau de la corporation municipale de Jabalpur. Le 6 août 1976, India Posts a émis un timbre-poste qui la commémore.
Le 16 août 2021, Google commémore Subhadra Kumari avec un Doodle à l'occasion du 117e anniversaire de sa naissance. Google commente son hommage : « La poésie de Chauhan reste un incontournable dans de nombreuses salles de classe indiennes en tant que symbole du progrès historique, encourageant les générations futures à se lever contre l'injustice sociale et à célébrer les mots qui ont façonné l'histoire d'une nation ».

## Œuvres

### Recueils de poèmes
- Khilonewala[19].
- Tridhara.
- Mukul, 1930.
- Ouais Kadamb Ka Ped[20].

Ces anthologies comprennent certains des poèmes bien connus comme « Jhansi ki Raani », « Veeron Ka Kaisa Ho Basant » et « Yeh Kadamb Ka Ped » :
- Seedhe-Saadé Chitra, 1946.
- Mera naya Bachpan, 1946.
- Bikhare Moti, 1932.
- Jhansi ki Rani[21].

### Histoires courtes
- Hingvala (ou Hingwala).